# Tim Visser (rugbyspeler)

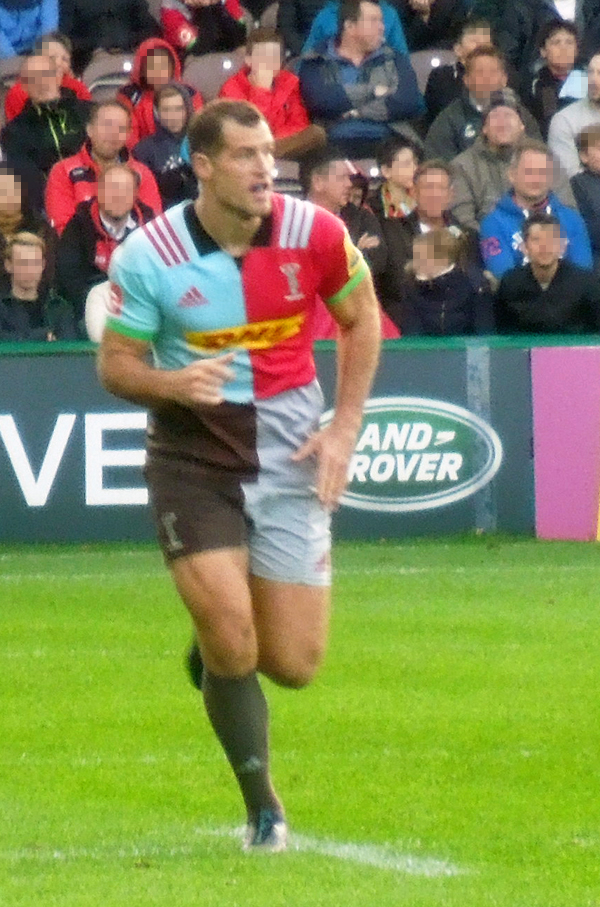
Tim Visser

Tim Visser (De Bilt, 29 mei 1987), in Engeland Dutch Delight genoemd, is een Nederlands Rugby Union-speler.
Tim Visser speelde voor Rugby Club Hilversum en Jong Oranje. In 2004 werd door zijn toenmalige coach bij Rugby Club Hilversum (Hans-Peter van Heusden) een team (The Bull Frogs/Witte Raven) geformeerd rond Tim Visser, JayJay Boske en Fedde Lingsma om mee te doen aan het Internationale Heineken Amsterdam Sevens Toernooi. Van de zijde van de Nederlandse Rugby Bond is er tegen de inschrijving van dit team veel verzet geweest. Tim Visser en kompanen waren in de ogen van de bondsofficials te jong voor deelname aan genoemd toernooi. Na veel strijd en talloze discussies is het de coach toch gelukt het team ingeschreven te krijgen.
Er was de coach veel aan gelegen het team aan het sevenstoernooi van 2004 te laten deelnemen, omdat hij (als oud-voorzitter en medeoprichter van het Samurai Sevensteam) beschikte over vele relaties in het internationale rugbycircuit en scouts uit Engeland (club Newcastle Falcons) had gemobiliseerd om naar Nederlandse talenten te komen kijken. Tijdens het sevenstoernooi werd Visser inderdaad gescout door Newcastle.
Tim Visser mocht gaan studeren aan Barnard Castle School en vandaaruit speelde hij in het vertegenwoordigende jeugdteam. Omdat hij op een Engelse school zat mocht hij ook uitkomen voor het Engelse schoolteam onder 18 jaar. Op 8 september 2006 maakte Visser zijn debuut in het eerste team van de Falcons. Hij verving de geblesseerde Jonny Wilkinson in de wedstrijd tegen de Worcester Warriors en scoorde in de slotseconden de winnende try. Later in het seizoen werd hij tijdelijk uitgeleend aan de derdeklasser Darlington. Op 3 april 2007 tekende hij een profcontract voor twee jaar bij de Falcons.
Alhoewel Visser dit jaar met een opleiding aan de universiteit zou beginnen heeft hij dit een jaar uitgesteld om zich volledig op het rugby te concentreren.
Na zijn contract in Newcastle uitgediend te hebben, tekende Visser bij het Schotse Edinburgh, dat uitkomt in de Magners League waar hij in zijn eerste twee seizoenen top try scorer van de league werd ondanks dat Edinburgh in de middenmoot van de competitie eindigde. Vanwege zijn scorend vermogen werd hij in het Magners League Dream Team genoemd.
Op 29 mei 2011 speelde Visser in de selectie van de Barbarians tegen de nationale ploeg van Engeland. Tijdens die wedstrijd, die door de Barbarians werd gewonnen, nam hij twee try's voor zijn rekening.
Visser heeft er bewust voor gekozen om niet uit te komen voor het Nederlands rugbyteam om te kunnen worden geselecteerd voor het Schots rugbyteam. Vanaf juni 2012 woonde hij drie jaar in Schotland en is daarmee gerechtigd om voor Schotland uit te komen. Op 16 juni 2012 maakte Visser zijn debuut voor het Schotse team tegen Fiji. Schotland won de wedstrijd mede dankzij 2 try's van Visser. Op 11 november 2012 speelde hij met het Schotse team tegen de All Blacks en maakte opnieuw twee try's.
Op 3 mei 2018 kondigde Visser aan zich niet langer beschikbaar te stellen voor het Schotse nationale team. Hij wilde meer tijd doorbrengen met zijn familie en daarnaast ruimte maken voor de ontwikkeling van nieuwe talenten, zei hij in een verklaring. "Spelen voor Schotland was de grootste eer in mijn leven. Dat het niet mijn geboorteland is, maakt het nog specialer. Uitkomen voor een top-rugbyland en geaccepteerd worden door je ploeggenoten alsof je één van hen bent, is ongelofelijk", aldus Visser. Hij kwam 33 keer in actie voor Schotland.
Visser volgde zijn middelbare school aan het CCNV in Harderwijk.